# ドリーム (ノンフィクション)
『ドリーム NASAを支えた名もなき計算手たち』（ドリーム ナサをささえたなもなきけいさんしゅたち、原題：Hidden Figures: The American Dream and the Untold Story of the Black Women Who Helped Win the Space Race）は、マーゴット・リー・シェタリーによって書かれた2016年のノンフィクションである。 シェタリーは2010年に本書の執筆を開始した。 
本書の舞台は、1930年代から1960年代にかけて、女性が男性より劣っていると見なされていた時代である。この伝記的な文章は、宇宙開発競争のさなかにNACAとNASAで計算手として働いた3人の数学者であるキャサリン・ジョンソン、ドロシー・ヴォーン、メアリー・ジャクソンの生涯を追っている。彼女らはそこで、女性として、そしてアフリカ系アメリカ人として差別を克服していった。また、超音速飛行とソニックブームの研究で上級管理職に就いた最初のアフリカ系アメリカ人女性であるクリスティン・ダーデンも紹介している。
本書の英語版はニューヨーク・タイムズのノンフィクションベストセラーリストで1位になり 、2017年にアニスフィールド・ウルフ図書賞のノンフィクション部門を受賞した。2016年に映画化され（ドリーム (2016年の映画) を参照）、アカデミー賞3部門にノミネートされるなど、数々の賞を受賞した。
日本語版はハーパーBOOKSから2017年に出版された（訳：山北めぐみ、ISBN 978-4-596-55068-2）。

## トピック
本書は、 NASAのエンジニアなどの職員の課題を解決するために計算手として働いた3人のアフリカ系アメリカ人女性の物語である。キャリアをスタートさせた最初の数年間は、職場は隔離され、女性は人間計算機として裏方に回されていた。著者のマーゴット・リー・シェタリーの父親は、NASAの研究科学者であり、本書の主人公の多くとともに勤務していた。
本書は、これらの3人の歴史上の女性がどのようにして差別と人種差別を克服し、数学・科学・工学の歴史において3人の米国の偉人になったのかを解説している。主人公のキャサリン・ジョンソンは、マーキュリー計画とアポロ計画のロケット弾道計算に貢献した。ジョンソンは、上司に主張することで「自分の手で問題を解決する」ことに成功し、彼女の数学的能力が認められると、それまで男性ばかりだったNASAの会議にも参加できるようになった。

## 映画化
本書は、セオドア・メルフィとアリソン・シュローダーによる脚本、メルフィの監督により映画化された。2016年12月25日に米国で公開され、批評家からの肯定的なレビューを受け、第89回アカデミー賞で最優秀作品賞にノミネートされた。それ以外にも多くの賞を受賞またはノミネートされた。タラジ・P・ヘンソンは数学者キャサリン・ジョンソンとして、オクタヴィア・スペンサーは1949年にNASAで働いたアフリカ系アメリカ人の数学者ドロシー・ヴォーンとして、ジャネール・モネイはNASAで働く最初の女性アフリカ系アメリカ人エンジニアであるメアリー・ジャクソンとして出演した。

映画は本書をベースにしているものの、著者のシェッタリーは、両者の間に相違点があることを認め、それを理解できるとしている。
良くも悪くも、歴史があり、本があり、そして映画があるのです。時間軸は混同され、（実在の複数の人物を）兼ねた人物が登場し、（映画を見た）ほとんどの人は、それを文字通りの事実として受け止めます。映画では、これらの仕事を成し遂げたのは彼女たちだけだと思われるかもしれませんが、実際にはチームで仕事をし、そのチームにはさらに他のチームがいたのです。複数の課、部、部門があって、それが全部所長の下にあるんです。実現するために、たくさんの人が必要だったのです。そのことを理解してもらえたらうれしいですね。キャサリン・ジョンソンがこの役でヒーローになりましたが、他にもたくさんの人が、グレンのミッションを実現するために必要な検算や確認を行ったのです。でも、300人の登場人物からなる映画を作るのは無理だと理解しています。単にそれは不可能なことなのです。

## その他の関連物
2016年には、米国で8 - 12歳の読者向けの書籍が発売された。
2018年には米国で絵本が発売された。本書は、マーゴット・リー・シェタリーが4歳から8歳までの子供向けに共同執筆したものである。

## 関連事項
- 西地区計算部門（英語版）
- キャサリーン・ランド：NASAに勤務していた計算手の一人で、本書の制作に貢献した人物